# 3991 Базилевський
3991 Базиле́вський (3991 Basilevsky) — астероїд головного поясу, відкритий 26 вересня 1987 року.
Тіссеранів параметр щодо Юпітера — 3,604.